# 电子游戏产业
电子游戏产业（英語：Video game industry），又称互动娱乐产业（Interactive entertainment industry），是涉及电子游戏的开发、营销、零售和售后反馈的经济领域。它包含了几十种职业，目前雇用着世界各地成千上万的人。

## 概观

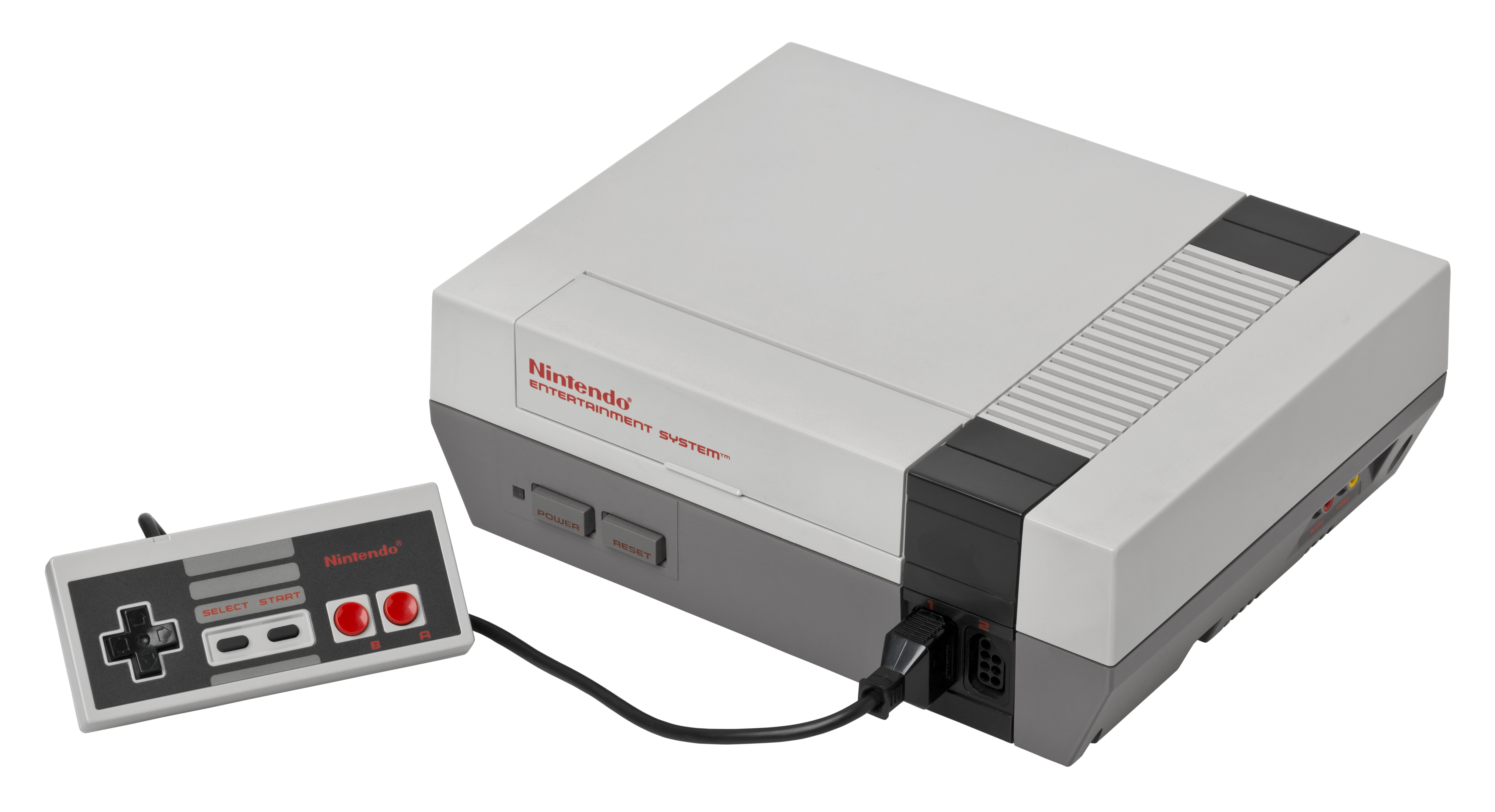
80年代任天堂遊戲機，搭配家用電視遊玩

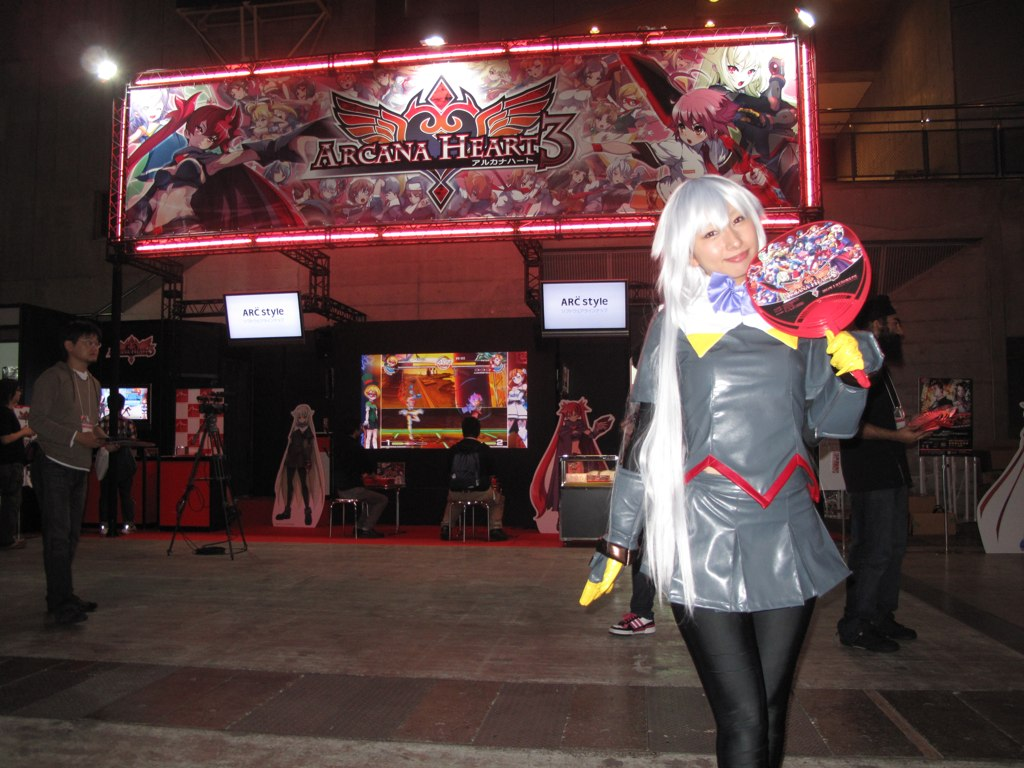
2010東京電玩展

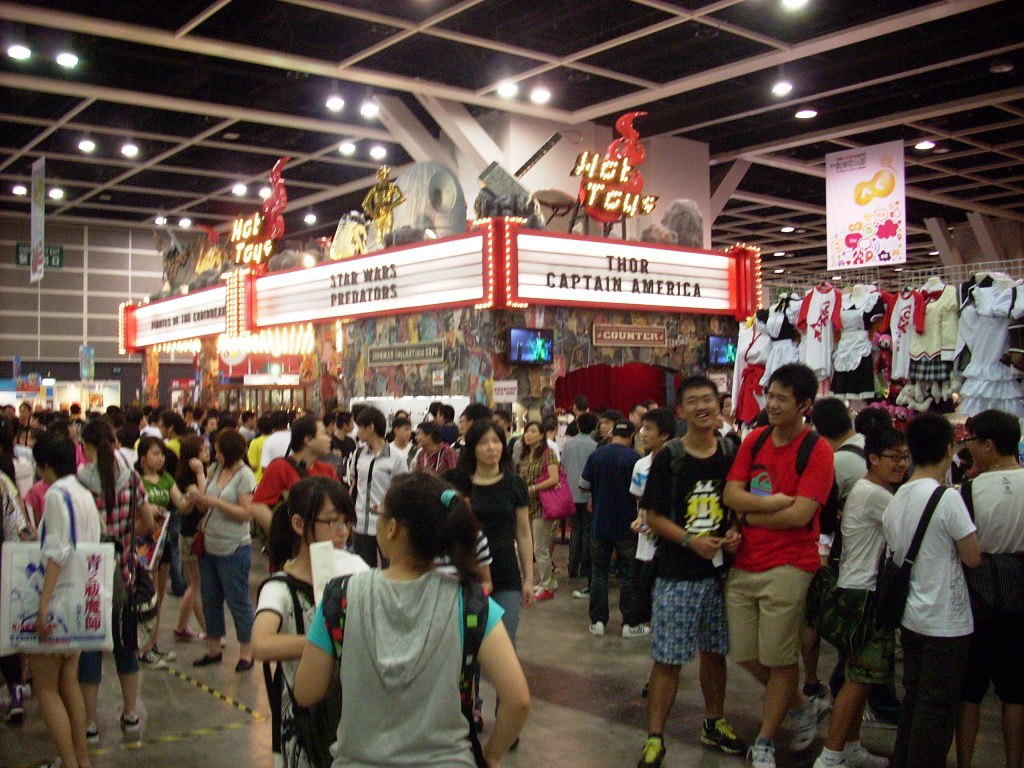
2011香港動漫電玩節

在1970年代中期，有些人尚且对电子游戏产业由利基市场成长为主流感到好奇。而到了2007年，美国的电子游戏产业收入达到了约为95亿美元，2008年为117亿美元，2010年达到251亿美元（ESA的年度报告）。
现代个人电脑的许多进步和创新都归功于游戏产业：如声卡、显示卡和图形处理器，CD ROM和DVD-ROM驱动器等，Unix和CPU也有一些较为显著的改善。部分特别开发的Unix可以让程序员可以玩太空旅行游戏。
声卡起初是为游戏添加数字音频而开发的，后来才用于音乐和高保真。早期显卡的开发是为了显示更多的色彩，后来则用于图形用户界面（GUI）和游戏。图形用户界面促使了高分辨率的需求，游戏则促使了3D加速的诞生。显卡还是唯一允许多个连接的硬件（如SLI或者CrossFire的显卡）。CD-ROM和DVD-ROM的开发一般用于媒体的大容量存储，而廉价的大容量媒体信息存储能力催生了更高的读写速度。
现代游戏对PC资源的应用最为苛刻。许多玩家购买大功率的个人电脑为的是用最快的设备来跑最新最先进的游戏。因此，CPU的发展惯性的部分原因是因为，游戏产业比商业或个人应用需要更快的处理器，這有時引發意想不到的效果，促進了其他產業科技的進步。在GPU領域則更為明顯，比如附帶促成了人工智能與物理模擬等實用技術的發展。

## 游戏产业价值链
Digitalmill的Ben Sawyer指出，游戏产业价值链是由6个独特的层连接而成：
1. 资本和出版层：参与新题目开发的支付，并通过发放题目的许可证寻求回报。
2. 产品和人才层：包括开发者，设计师和美術，可能是根据个人合同工作的，也可能是内部开发团队的一部分。
3. 生产和工具层：生成内容的制作工具，游戏开发的中间层，可定制的游戏引擎，和生产管理工具。
4. 发行层：或“发行”产业，涉及生成和销售游戏目录，包括零售和在线销售。
5. 硬件（或虚拟机、软件平台）层：或基本平台的供应商，可以是游戏机为基础的，可通过网络媒体访问，或通过移动设备，例如苹果的iPhone。这一层现在还包括非硬件平台，如虚拟机（如Java或Flash），或软件平台，比如浏览器，甚至是Facebook等。
6. 终端用户层：或用户/游戏的玩家[5]。

## 专业
游戏产业雇用一些在其他传统行业的资深人士，但也有一些雇用在游戏产业有专业经验的人。例如，许多招聘者的目标仅限游戏产业的专业人士。游戏产业的一些具体专业包括如下：游戏程序员、游戏设计师、关卡设计员、游戏制作人、游戏美術設計和游戏测试员。这些专业人员的大多数受雇于游戏开发者或游戏发行商。然而，许多爱好者也制作同人游戏并盈利出售。

## 历史

### 前身
1958年10月18日，核科学家William Higinbotham制作了《双人网球》。尽管1982年的《创意计算》杂志称其为第一个游戏，但它并不是一个真正意义上的电子游戏，而只是一个电力试验，所以也从来没有商业发行过。游戏采用实际屏幕来表现比赛。然而，虽说双人网球是最为知名的电子游戏前身，但一般认为，由Thomas T. Goldsmith Jr.和Estle R. Mann于1948年创建的“阴极射线管游乐设备”才是已知的游戏鼻祖。
此外，还有两个值得注意的前身。在1951年，费伦蒂国际一个研究小组建成了“尼姆罗德”计算机，并在当年英国科学展览艺术节首次公开展览。这个电脑是专门为一个世纪老游戏《尼姆》设计的，使用灯光表示位置。次年剑桥大学的A.S. Douglas制作了《OXO》（也叫“圈圈叉叉”，Noughts and Crosses）。设计它的目的是研究人类和计算机之间的互动。《尼姆罗德》和《OXO》的设计目的都不是娱乐。
到底哪一个才算是“第一个电子游戏”仍有争论，这个词“意味着电子信号使用光栅模式在屏幕上转换成图像，由单个像素组成的一系列水平线。”而玩“双人网球”的示波器没有使用光栅处理。

### 1970年代
到1970年代末期，当个人电脑刚刚开始得到广泛普及时，电脑游戏产业形成一种爱好文化。产业伴随着计算机技术的提高而增长，并经常推动其提高。

### 1980年代
在1980年代中期由于生产太多（在数量和质量上）粗制滥造的游戏致使行业受到打击，导致北美产业的衰退和日本产业的兴盛，尤其是游戏公司任天堂。

### 1990年代
1990年代游戏相关技术有所进步。显著的进步有：
- 广泛采用光盘存储和软件分发
- 广泛采用的基于GUI的操作系统，如Microsoft Windows系列和Mac OS系列
- 3D图形技术的提高，使得3D显卡被广泛采用，目前3D图形已“在事实上”成为电子游戏图像标准
- 不断提高的CPU速度和复杂程度

### 2000年代
电子游戏产业利润仍然在驱使科技进步，然后使其应用于其他行业，例如手機遊戲的出現與風行帶動了手機硬體發展。虽然电子游戏产业正走向成熟，但它仍然复杂多变并伴随第三方电子游戏开发商的迅速出现，以同样快的速度继续进一步壮大。
游戏机采用了更高端的图形处理技术，硬件水平也在不断地提高，同时游戏的玩法也在不断地创新。
2000年代的游戏机运用了体感、触摸感应等技术，对于游戏的玩法进行了革命性的改革，从此游戏不再是仅仅使用手指，更多的游戏利用了声音和玩家的肢体动作。2000年代开创了一个游戏画面和玩法同时提升的新纪元。

### 2010年代
电子游戏产业最新的做法是，游戏玩家的挖掘成为游戏开发的内容。游戏玩家的挖掘成为了游戏内容的第四方开发者的焦点，使得更多开放源代码模型的游戏设计，开发和工程出现了。玩家创建用户修改的游戏（MOD），在某些情况下与原游戏一样流行，甚至比原游戏更受欢迎。这方面的一个例子是游戏《反恐精英》，开始是电子游戏《半条命》一个的模组（MOD）并最终成为了一个非常成功的发行游戏。虽然这种“修改者共享”可能只增加特定的游戏用户群的约1%，而数量的增加将提供更多的修改游戏机会（例如发放源代码），并伴随国际玩家群体的上升而增加。据Ben Sawyer推测，到2012年将存在多达600,000在线游戏公共开发者。这将有效地为游戏产业价值链增加一个新的组成部分，并且如果继续走向成熟，它将融入整个行业。

## 经济
早期的发展成本最低，电子游戏应该是相当有利可图的。每个游戏可由一个程序员开发，或由一个程序员和美工师组成的小团队开发，可以出售数十万份。这些游戏中的许多只花了几个月的时间制作，所以开发商每年可以发布几个题目。因此，发行商往往可以大有收益，如游戏销售的版税。许多早期的游戏发行商是从这个经济气候起步的，如Origin Systems、雪乐山、卡普空、动视和艺电。
随着计算和图形处理能力的增加，开发团队的规模也随之扩大，需要大量的工作人员来解决日益复杂的图形和编程。现在，即使是使用中间层和预先构建的游戏引擎，游戏预算也可以轻易达到数百万美元。最专业的游戏需要一至三年的开发，这进一步提高了预算的压力。
一些开发商正在转向新的制作和发行渠道，如在线销售，以降低成本。

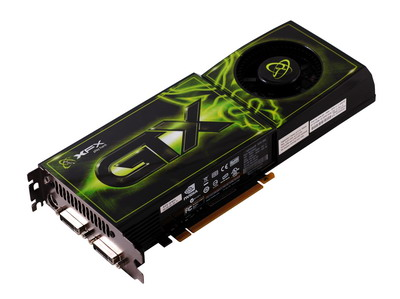
遊戲用高階顯卡，顯卡產業大幅依賴於遊戲業，一般家庭若非需要運轉高階遊戲，根本沒有強力顯卡的需求。

今天，通过主要系统和游戏等的销售对电子游戏产业的经济产生了重大的影响，例如，《侠盗猎车手IV》上市第一周销售额超过了5亿美元。该游戏的收入超过了《蜘蛛侠3》 的上市周末和原来的销量冠军《光环3》的总和。许多个人也受益于电子游戏经济上的成功，其中包括任天堂的前董事长、日本首富山内溥。
电子游戏产业目前面临着资金紧张，因为它既要继续盈利，又要给人才加薪。结果是，传统的新游戏来源——游戏开发商基本上是正在消亡或纳入大发行商。游戏产业目前正经历一个巩固的阶段和由成本升级带来的纵向一体化。这种气候也孕育了充满活力的独立游戏开发商组成的小公司，这些小公司尝试使用互联网，而不是传统的零售渠道与玩家沟通。根據2015年的調查報告目前地球的總人口約為 72 億，其中的 29.7 億人具備瀏覽網際網路的能力，而這些人中，約有18億人是遊戲玩家，單年度全球遊戲消費額約820億美元。
遊戲業2014產值排行：
1. 美國：$205 億
2. 中國：$179 億
3. 日本：$122 億
4. 德國：$34.3 億
5. 英國：$34.3 億
6. 南韓：$33.6 億
7. 法國：$26 億
8. 加拿大：$17 億
9. 義大利：$15 億
10. 西班牙：$14.9 億
11. 巴西：$13.4 億
12. 俄羅斯：$11.4 億
13. 澳洲：$11,4 億
14. 墨西哥：$10 億
15. 台灣：$6.43 億
16. 印度：$5.83 億
17. 荷蘭：$4.33 億
18. 土耳其：$3.75 億
19. 瑞典：$3.70 億
20. 瑞士：$3.26 億

## 运作
电子游戏产业的运作是与其他娱乐产业（如音乐产业）是相似的，但不一样的是，电子游戏产业被指其开发人才待遇低。这迫使开发人员离职，去组建新的独立开发企业和项目。在一些知名案例中，新公司成长壮大，却重走旧公司的老路，并最终永久地循环下去。
然而，不同于音乐产业，一个独立的音乐家可以使用现代技术以极其廉价的成本完成一个很专业的产品，而生产现代游戏则需要大量的人力和设备。这使得比起音乐产业，游戏产业中投资开发商的发行商起着更重要的作用。

### 分离
一个特别著名的例子是，原美國独立开发商动视本是由雅达利的原开发者成立的。动视公司后来成长为世界第二大游戏发行商。在此同时，许多原来的开发人员去了其他项目上工作。例如，创始人阿兰·米勒离开动视公司创立另一个电子游戏开发公司，Accolade（现雅达利née英宝格）。
动视公司贷款给开发商用于游戏包装和外观设计，因此很受他们的欢迎，而雅达利公司不允许这种做法。作为电子游戏产业起飞的80年代中期，许多开发商面临更令人痛心的问题：连夜加班或不良出版商的原因使得游戏利润打折或流失。

### 经济

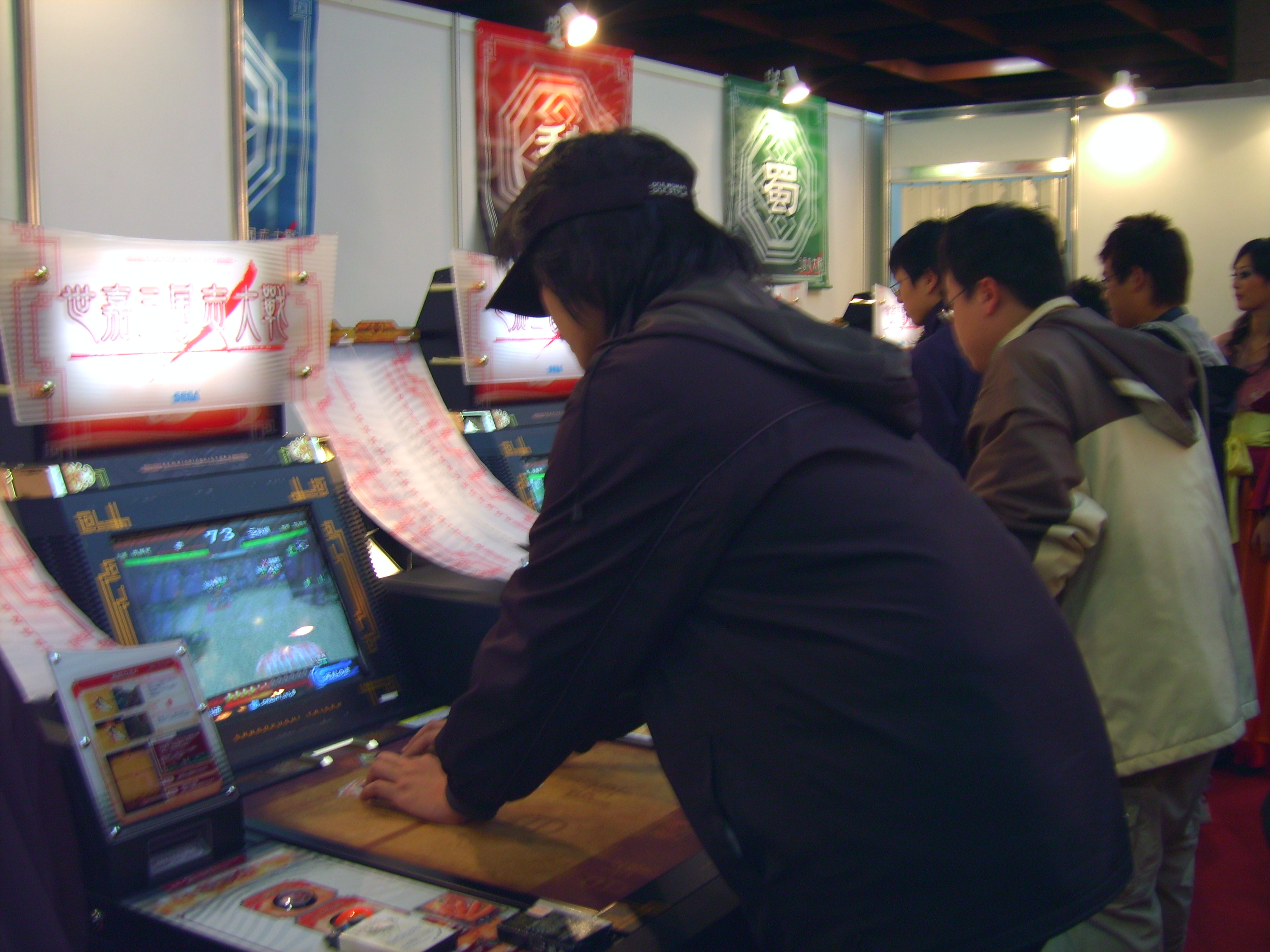
街機

今天经济问题仍然存在于发行商和开发商的合同中（见著作权）。通常情况下，开发商收取销售利润的20%左右作为版税，其余的归发行商。比起分摊版税，更多出版商干脆买下了开发工作室。收购生效后，一些开发人员羡慕原工作室的管理人员离开后的动向，而剩余的员工则只能努力完成几年后就要关闭的项目。这些收购往往起到一个大的推动作用，就是让电子游戏项目为假日采购季节及时的完成，然后把创意控制转让给出版商。

### 创意控制
有些人不赞成发行商控制游戏创意，因为他们更适合采取短期市场趋势而不是投资于高风险但利润丰厚的主意。另一方面，发行商可能比开发商更了解消费者需要什么。电子游戏开发商和发行商之间关系在许多方面类似于唱片艺人和唱片公司。但不同的是，音乐产业在2000年代初期销售已经持平或下降，而电子游戏产业正继续增长。另外，电脑使得音乐的独立制作简单易行，而独立游戏开发商和充分资助的产品之间的缺口却越来越大。
在电脑游戏产业中，起步要更为容易，因此出现了许多成功的公司。而游戏机游戏产业则更为封闭，开发商必须从游戏机制造商获得多达三个的许可证：
1. 为游戏机开发游戏的许可证
2. 发行商必须有为游戏机发行游戏的许可证
3. 每个游戏的单独许可证

此外，开发商通常必须从游戏机制造商购买开发系统，以便开发合乎规定的游戏，并获得游戏机制造商的概念批准。因此，开发商通常事先就游戏开发项目的启动达成一个发行协议，但为了保障发行协议，开发商必须有为游戏机开发的记录，而没几个项目启动包括这一记录。

### 选择的余地
发行电子游戏的另一种方法是在互联网上使用共享软件或开放源代码模型自行发布。然而，在这个数百万美元生产成本的时代，免费制作发布的游戏是否生存仍有待观察。

## 各地游戏产业

### 中华人民共和国

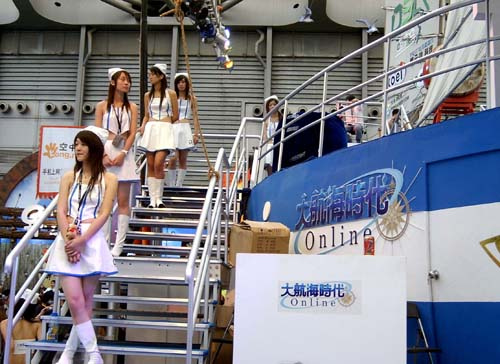
2006年Chinajoy展台一角

中国大陆的游戏业起步较晚，1994年，金盘电子推出的神鹰突击队是中国大陆最早的电脑游戏；1995年2月成立的前导软件是早期的著名公司，由IDGVC投资，1996年推出官渡，之后的赤壁更是最早中文即时战略游戏；因为管理层和市场的估计不足公司1998年关闭，之前发布了赤壁的源代码以及与Intel合作的OEM产品齐天大圣；目标软件也是1995年成立，比前导晚了2个月，但同年即发布了铁蹄惊雷，仅在美国发售；1998年推出的铁甲风暴(Metal Knight)受到国内外好评；1995年5月，金山软件的西山居工作室成立，1996年2月和5月分别出版了中关村启示录、中国民航，1997年出版模仿仙剑奇侠传的剑侠情缘；1996年3月成立的鹰翔软件工作室，出品了生死之间系列。
2015年，中国游戏用户数达到5.34亿人，市场实际销售收入达到1407亿元人民币；国家版权局批准出版游戏约750款，其中客户端游戏占11.2%，网页游戏占32.8%，移动游戏占49.7%，电视游戏占6.3%；中国上市游戏企业171家，企业市值47605.84亿元。

### 日本
日本电子游戏产业与欧美的显著不同。通常比起西方来说，日本游戏在其娱乐业有更大的市场占有率。日本创造了一些有史以来最庞大的和最昂贵的游戏系列，如《莎木》、最終幻想系列和合金装备系列。
游戏厅在日本仍然相对受欢迎；在美国发行的所有街机游戏，有9成来自日本。日本的街机游戏的历史上非常重要的特点是：故事情节较美国版本有所缺失，以及一般的游戏设计的形状。特别是，在日本游戏厅内的环境造成他们在音效和声音设计领域中的落后，因为在游戏厅中这个不太重要。例如，游《铁拳4》仍然使用16 kHz采样，跟一代游戏一样。日本游戏设计的主要媒介是游戏机和街机；PC游戏相对不受欢迎。导致PC平台，日本自主开发的游戏比欧美少。
日本游戏开发商的结构和文化不同于西方的。在日本游戏设计的整个历史中，许多开发商认为应当尽量保持匿名，甚至在电子游戏制作组介绍中很大程度的使用假名。此外，电子游戏开发的劳动部门是不同的。例如，日本游戏设计团队有一个专门的监督，这种做法比美国设计团队采取的更早。其次，比起相应的西方设计团队，在整个历史上日本的游戏设计师一般从事某一特定游戏中有相当多的人。例如，日本游戏《街头霸王II》（1991年），该游戏中几乎每个角色都有一个美工师，加上两个程序员和音乐师，总共是一组20人以上。相比而言，美国游戏《真人快打》（1992年）则仅由4人开发：1名程序员、1名美術、1名音乐师和1名背景美術。